# Wan Kin Yee
Wan Kin Yee (chinesisch 溫健儀, Jyutping Wan1 Gin6ji4; * 20. Juli 1975) ist eine ehemalige Leichtathletin aus Hongkong, die sich auf den Sprint spezialisiert hat. Sie ist Inhaberin der Hongkonger Landesrekorde über 200 und 400 Meter sowie über 400 Meter Hürden. Sie ist mit dem ehemaligen Hongkonger Sprinter Pat Kwok Wai verheiratet.

## Sportliche Laufbahn
Erste internationale Erfahrungen sammelte Wan Kin Yee im Jahr 1990, als sie bei den Juniorenasienmeisterschaften in Peking mit der Hongkonger 4-mal-100-Meter-Staffel disqualifiziert wurde. 1992 schied sie bei den Juniorenweltmeisterschaften in Seoul mit 12,68 s in der ersten Runde im 100-Meter-Lauf aus und kam auch über 200 Meter mit 26,02 s nicht über die Vorrunde hinaus. 1997 startete sie über 400 Meter Hürden bei den Ostasienspielen in Busan und belegte dort in 61,04 s den siebten Platz. Im Jahr darauf klassierte sie sich bei den Asienmeisterschaften in Fukuoka mit 11,85 s auf dem siebten Platz über 100 Meter und erreichte im 200-Meter-Lauf mit 24,24 s Rang sechs. Anschließend nahm sie erstmals an den Asienspielen in Bangkok teil und schied dort mit 11,78 s und 24,38 s jeweils in der ersten Runde über 100 und 200 Meter aus. 1999 erreichte sie bei der Sommer-Universiade in Palma jeweils das Viertelfinale über 100 und 200 Meter, in dem sie mit 11,97 s bzw. 24,20 s ausschied und im Weitsprung verpasste sie mit 5,61 m den Finaleinzug. Im Jahr darauf schied sie bei den Asienmeisterschaften in Jakarta mit 12,04 s im Vorlauf über 100 Meter aus und belegte in 24,29 s den sechsten Platz im 200-Meter-Lauf.
2002 kam sie bei den Asienmeisterschaften in Colombo mit 30,31 s nicht über den Vorlauf hinaus und schied anschließend auch bei den Asienspielen in Busan mit 25,37 s im Vorlauf aus. Im Jahr darauf startete sie über 100 Meter bei den Weltmeisterschaften nahe Paris und scheiterte dort mit 12,27 s in der ersten Runde. Anschließend schied sie bei den Asienmeisterschaften in Manila mit 12,20 s im Semifinale über 100 Meter aus und 2005 gelangte sie bei den erstmals ausgetragenen Hallenasienspielen in Bangkok mit 7,91 s auf den vierten Platz im 60-Meter-Lauf. Kurz darauf klassierte sie sich bei den Ostasienspielen in Macau mit 12,08 s auf dem fünften Platz über 100 Meter und gewann in 24,70 s die Bronzemedaille über 200 Meter hinter der Chinesin Chen Lisha und Rina Fujimaki aus Japan. Zudem sicherte sie sich in 46,66 s auch die Bronzemedaille in der 4-mal-100-Meter-Staffel hinter den Teams aus Japan und China. Im Jahr darauf belegte sie bei den Hallenasienmeisterschaften in Pattaya in 7,75 s den fünften Platz über 60 Meter und nahm anschließend erneut an den Asienspielen in Doha teil und kam dort mit 12,18 s nicht über die Vorrunde über 100 Meter hinaus.
2007 schied sie bei den Asienmeisterschaften in Amman mit 12,00 s im Vorlauf über 100 Meter aus und belegte in 46,75 s den vierten Platz in der 4-mal-100-Meter-Staffel, ehe sie bei den Weltmeisterschaften in Osaka mit 12,12 s erneut nicht über die ersten Runde hinauskam. Ende Oktober wurde sie dann bei den Hallenasienspielen in Macau in 7,73 s Sechste über 60 Meter. Im Jahr darauf belegte sie bei den Hallenasienmeisterschaften in Doha in 7,71 s den fünften Platz und nahm im Sommer dank einer Wildcard über 100 Meter an den Olympischen Spielen in Peking teil und schied dort mit 12,37 s in der Vorrunde aus. 2009 schied sie bei den Asienmeisterschaften in Guangzhou mit 12,38 s in der Vorrunde aus und belegte im Staffelbewerb in 46,45 s den sechsten Platz. Anschließend gelangte sie bei den Ostasienspielen in Hongkong mit 12,38 s auf den fünften Platz über 100 und gewann mit der Staffel in 45,71 s die Bronzemedaille hinter den Teams aus China und Japan. Im Jahr darauf startete sie mit der Staffel bei den Asienspielen in Guangzhou und verhalf der Mannschaft zum Finaleinzug und beendete daraufhin ihre aktive sportliche Karriere im Alter von 35 Jahren.

## Persönliche Bestleistungen
- 100 Meter: 11,73 s (+0,3 m/s), 29. Mai 1999 in Kaohsiung
  - 60 Meter (Halle): 7,50 s, 25. Februar 1998 in Peking
- 200 Meter: 23,79 s (0,0 m/s), 16. Mai 1999 in Xi’an (Hongkonger Rekord)
- 400 Meter: 55,03 s, 20. März 1999 in Zhuhai (Hongkonger Rekord)
- 400 m Hürden: 61,04 s, 17. Mai 1997 in Busan (Hongkonger Rekord)
- Weitsprung: 6,05 m (+0,5 m/s), 28. März 1999 in Hongkong